# Дауджыты дзуар
 Дауджыты́ дзуа́р или  Дзири́ дзуа́р (осет. Дауджыты дзуар, Дзирийы дзуар) — в осетинской мифологии божество плодородия и урожая. Божество названо по имени горы Дзири.  

## Мифология
Дауджыты дзуар был популярен у жителей сёл Куртатинского ущелья. Существовал праздник, посвящённый Дауджыты дзуару. Этот праздник отмечался в начале сенокоса возле святилища Дауджыты дзуара, который находился на вершине горы Дзири. Перед началом праздника жрецы святилища произносили соответственные молитвы, обращённые к дзуару. Каждая семья приносила в жертву ягнёнка. Устраивались общие пиршества у святилища Дзирийы дзуар. Торжества в честь Дауджыты дзуара оканчивались танцами и конными состязаниями.

## Источник
- А. Б. Дзадзиев и др. Этнография и мифология осетин, Владикавказ, 1994 г., стр. 45 - 46, ISBN 5-7534-0537-1